# Fecundație

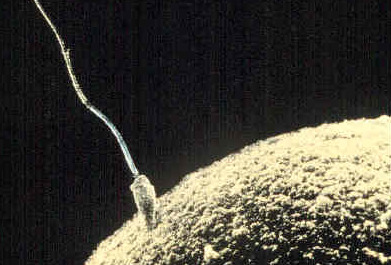
Fecundația unui ovul

Fecundația (sau fertilizarea) este fuziunea de gameți, având drept consecință formarea unui nou organism al aceleiași specii. La mamifere, acest proces implică unirea unui spermatozoid cu un ovul urmată de dezvoltarea unui embrion. În funcție de specia din care face parte animalul respectiv, acest proces poate avea loc în interiorul organismului femelei (în cazul fecundației interne) sau în afara organismului (în cazul fecundației externe).

## Fecundarea la plantele cu flori
Grăunciorul de polen ajuns pe sigmatul lipicios al pistilului formează un tub polinic, care străbate stilul și ajunge în ovar. În ovar, celula sexuală bărbătească din polen se unește cu celula sexuală femeiască din ovul. În urma fecundației, sepalele și petalele de obicei cad, staminele, stilul și stigmatul se usucă și ovarul se ingroașă. Ovarul devine fruct iar ovulele fecundate se trasformă în semințe.

## Fecundarea in vitro
În 1968, Robert G. Edwards, medic și cercetator la Universitatea Cambridge, a reușit pentru prima oară să fecundeze un ovul uman în afara corpului unei femei, unindu-l cu un spermatozoid în eprubetă.
În cei peste 30 de ani de când tehnica fecundării in vitro (FIVET) este utilizată, s-a calculat că a permis venirea pe lume a peste 4 milioane de indivizi.